# Galeriegrab Niederzeuzheim
Das Galeriegrab Niederzeuzheim ist eine megalithische Grabanlage der jungsteinzeitlichen Wartbergkultur bei Niederzeuzheim, einem Ortsteil von Hadamar im mittelhessischen Landkreis Limburg-Weilburg.

## Lage
Die Anlage befindet sich nördlich von Niederzeuzheim am nördlichen Rand des Gemeindewalds auf dem Flurstück „Der Hohle Stein“. Es liegt auf einer flachen Anhöhe. 3,5 km südöstlich befindet sich der ursprüngliche Standort des umgesetzten Galeriegrabs Oberzeuzheim I.

## Forschungsgeschichte
Das Grab wurde im 19. Jahrhundert wiederentdeckt. Ende des 19. oder Anfang des 20. Jahrhunderts wurde versucht, die Decksteine zu sprengen. 1911 und 1913 erfolgten unprofessionelle Grabungen durch G. Roedler. Dabei wurden die Decksteine zerschlagen. Eine archäologische Untersuchung wurde 1954 unter Leitung von K. Heymann durchgeführt. 2004 wurde das Grab restauriert.

## Beschreibung

### Architektur
Die Anlage ist nordwest-südöstlich orientiert. Sie hat eine Gesamtlänge von 6,6 m, eine Breite von 2,5 m und eine ursprüngliche Höhe von 1,4 m. Eine steinerne Hügelschüttung ist noch in Resten erhalten. Die Grabkammer hat eine innere Länge von 5,2 m, eine Breite von 1,6 m und eine Deckenhöhe von 1 m. Sie ist bis zur Hälfte ihrer Höhe in den Erdboden eingetieft. Die Kammer wurde aus Basaltplatten errichtet. Sie sind zwischen 1 m und 1,8 m lang, zwischen 0,5 m und 1 m hoch und zwischen 0,3 m und 0,4 m dick. Ein verschleppter Deckstein liegt 9 m von der Kammer entfernt. Er hat eine Länge von 2 m, eine Breite von 1,7 m und eine Dicke von 0,4 m. Bruchstücke weiterer Decksteine liegen im Inneren der Kammer. Die Lücken zwischen den Wandplatten waren mit Trockenmauerwerk aus kleinen Kalksteinplatten verfüllt. An der Ostseite sind diese Lücken zwischen 0,4 m und 0,5 m breit. Im Westen sind zwei Wandplatten von innen mit Kalksteinplatten verkeilt. Der Kammerboden weist ein Pflaster aus Kalksteinplatten auf, das aber nicht durchgängig erhalten ist. Der Zugang zur Kammer befindet sich an der südöstlichen Schmalseite. Hier liegt ein Vorraum von 0,6 m Länge. Zwischen Vorraum und Kammer befindet sich kein Türlochstein, sondern ein Verschluss aus drei großen Steinen, die mit geschichteten Platten verkeilt sind.
Das Baumaterial für die Kammer stammte aus unterschiedlichen Entfernungen. Das nächste Kalksteinvorkommen befindet sich etwa 700 m entfernt. Als Herkunftsorts des Basalts kommen mehrere Vorkommen in Entfernungen zwischen 1,5 km und 1,8 km in Frage. Der Materialbedarf wird auf etwa 27 t geschätzt.

### Bestattungen
Bei der Grabung von 1954 wurden Skelettreste von mindestens 25 Individuen geborgen. Es handelte sich um zwölf Männer, sieben Frauen, vier Erwachsene unklaren Geschlechts und zwei Kinder. Die Knochen von vier Männern und zwei Frauen wurden in einer Grube im Nordosten der Kammer aufgefunden. Eventuell wurden sie hier erst von G. Roedler nach seinen Untersuchungen deponiert.

### Beigaben
Von den Keramikfunden lässt sich nur eine Scherbe sicher der Entstehungszeit des Grabes zuordnen. Zwei weitere Scherben lassen sich nur allgemein in die Vorgeschichte datieren. Weitere Scherben stammen aus eisenzeitlichen und mittelalterlichen Störungen. Bei den weiteren gefundenen Beigaben handelt es sich um ein Beil aus Kieselschiefer, ein Beil aus Felsgestein und ein Bruchstück eines weiteren, einen halben Unterkiefer eines Fuchses, die Tibia eines Rinds, den Femur eines Schweins und den Schädel eines Raubtiers. Möglicherweise gehören auch ein Quarzitgeröll mit künstlichem Einschnitt und ein auch dem nahe gelegenen Feld gefundener Feuerstein-Abschlag zum Grab. Die Funde befinden sich heute im Museum Wiesbaden.

## Sagen
Nach einer Sage soll es sich bei dem Grab um einen Geheimausgang der Dornburg handeln.